# Кабар, Альмугера
Альмугера Рауф Мохаммед Кабар (нем. Almugera Raouf Mohammed Kabar; родился 6 июня 2006) — немецкий футболист, левый защитник дортмундской «Боруссии».

## Клубная карьера
Выступал за молодёжные команды клубов «СФ Хюстен 09» и «Хаммер». В 2019 году присоединился к футбольной академии дортмундской «Боруссии». 26 октября 2024 года дебютировал в основном составе дортмундского клуба в матче Бундеслиги против «Аугсбурга», выйдя на замену во втором тайме, но в концовке игры был удалён за две жёлтые карточки.

## Карьера в сборной
Выступал за сборные Германии до 16, до 17, до 18 и до 19 лет.
В 2023 году в составе сборной Германии до 17 лет принял участие в чемпионате Европы в Венгрии, на котором провёл пять матчей, забил один гол (в ворота сборной Португалии 17 мая) и помог немцам одержать победу в турнире.

## Достижения
Сборная Германии (до 17 лет)
- Чемпион Европы до 17 лет: 2023
- Чемпион мира до 17 лет: 2023

## Личная жизнь
Родился в Германии в семье выходцев из Ливии.